# Adolf Ventas i Rodríguez
Adolf Ventas i Rodríguez (Amposta, 31 de gener de 1919 - 2 de febrer de 2014) va ser un saxofonista i compositor català.

## Biografia
Estudià música a la Lira Ampostina i va fer el primer concert als 14 anys amb la Banda La Lira. Un any més tard, va debutar professionalment amb l'Orquestrina Farrés-Altimira de Manresa. L'any 1947 va fundar la seva orquestra. Adolf Ventas va ser solista de saxofon de la Banda Municipal de Barcelona i va col·laborar amb l'orquestra del Teatre del Liceu i amb l'Orquestra Simfònica de Barcelona i Nacional de Catalunya. En la vessant pedagògica, va exercir de professor de saxofon al Conservatori de Barcelona i va publicar cinc manuals de saxofon. Com a compositor, va escriure nombroses peces per al seu instrument. Va fer concerts per Europa i l'Orient Mitjà. A part de la feina de músic, Ventas també va treballar de director musical de la discogràfica Belter.

## Premis i reconeixements
Amposta li va dedicar una plaça i el Concurs de Composició de Música per a Banda Adolf Ventas d'Amposta.